# Sean Mooney
Sean Mooney, (né le 21 mai 1959 à Phoenix, Arizona) est un journaliste, commentateur de matchs de catch et producteur américain. Il est connu pour son travail de commentateur à la World Wrestling Federation de 1988 à 1993. Il travaille actuellement pour KVOA, la chaîne locale du groupe NBC de l'Arizona.

## Jeunesse
Mooney étudie le journalisme à l'université de l'Arizona et y obtient son diplôme en 1981. Après l'obtention de son diplôme, il part à New York où il est d'abord producteur puis journaliste.

## Commentateur de catch à la World Wrestling Federation (1988-1993)
Mooney remplace Craig DeGeorge comme commentateur de WWF Wrestling Challenge le 15 mai 1988.